# Asnjëherë
Asnjëherë är en låt på albanska framförd av den kosovoalbanska sångerskan Albërie Hadërgjonaj. Låten blev hennes debutbidrag till musiktävlingen Top Fest som hon deltog i under våren 2013.
Låten är skriven av Olti Curri medan musiken är komponerad av Kledi Bahiti. Låten är en ballad och med den tog sig Hadërgjonaj vidare till tävlingens livesända semifinaler. Via semifinalen tog sig Hadërgjonaj till final med låten, där hon tilldelades priset för bästa ballad i tävlingen.

## Utmärkelser
Vid Zhurma Show 2013 vad låten nominerad i kategorin för bästa framträdande som Hadërgjonaj vann.